# Collegio elettorale di Bologna I (Senato della Repubblica)
Il collegio di Bologna I fu un collegio elettorale uninominale della Repubblica Italiana appartenente alla Circoscrizione Emilia-Romagna; fu utilizzato per eleggere un senatore della Repubblica dalla I alla XI legislatura.

## Storia
Il collegio venne creato nel 1948 secondo la legge n. 29 del 6 febbraio 1948 la quale, pur basandosi sull'impianto proporzionale in vigore per la Camera, rispetto a quest'ultima conteneva alcuni piccoli correttivi in senso maggioritario. Tale legge ebbe il suo definitivo perfezionamento col Testo Unico n°361 del 1957. Differentemente dalla Camera, la legge elettorale del Senato si articolava su base regionale, seguendo il dettato costituzionale (art.57). Ogni Regione era suddivisa in tanti collegi uninominali quanti erano i seggi ad essa assegnati. All'interno di ciascun collegio, veniva eletto il candidato che avesse raggiunto il quorum del 65% delle preferenze: tale soglia, oggettivamente di difficilissimo conseguimento, tradiva l'impianto proporzionale su cui era concepito anche il sistema elettorale della Camera Alta. Qualora, come normalmente avveniva, nessun candidato avesse conseguito l'elezione, i voti di tutti i candidati venivano raggruppati in liste di partito a livello regionale, dove i seggi venivano allocati utilizzando il metodo D'Hondt delle maggiori medie statistiche e quindi, all'interno di ciascuna lista, venivano dichiarati eletti i candidati con le migliori percentuali di preferenza.
Nel 1993, con la cosiddetta Legge Mattarella (Legge n. 276, Norme per l'elezione del Senato della Repubblica), attuata in seguito al referendum abrogativo del 1993, venne istituito per la Camera dei deputati e per il Senato della Repubblica un sistema di elezione misto, in parte maggioritario e in parte proporzionale. Il 75% dei parlamentari dell'assemblea veniva eletto in collegi uninominali tramite sistema maggioritario a turno unico; il restante 25% al Senato veniva eletto tramite recupero proporzionale dei più votati non eletti attraverso un meccanismo di calcolo denominato "scorporo", cioè sottraendo dal conteggio dei voti totali di una lista nella parte proporzionale i voti ottenuti dai candidati collegati alla medesima lista che erano eletti nei collegi uninominali con il sistema maggioritario.
Il collegio di Bologna I venne pertanto abolito nel 1993.

## Territorio
Il collegio di Bologna I era uno dei 17 collegi uninominali in cui era suddivisa la regione Emilia-Romagna; comprendeva parte del comune di Bologna

## Dati elettorali

### I legislatura
|                                                                                | Raffaele Ottani ✔️ Eletto | Fronte Democratico Popolare   | 56 919  | 39,79 |  |  |  |  |  |
|                                                                                | Nino Samaja               | Democrazia Cristiana          | 56 671  | 39,62 |  |  |  |  |  |
|                                                                                | Ugo Lenzi                 | Unità Socialista              | 14 748  | 10,31 |  |  |  |  |  |
|                                                                                | Giuseppe Massarenti       | Indipendente                  | 11 082  | 7,75  |  |  |  |  |  |
|                                                                                | Romolo Trauzzi            | Partito Repubblicano Italiano | 3 623   | 2,53  |  |  |  |  |  |
| Totale                                                                         | Totale                    | Totale                        | 143 043 | 100   |  |  |  |  |  |
|                                                                                |                           |                               |         |       |  |  |  |  |  |
| Voti non validi                                                                | Voti non validi           | Voti non validi               | 4 881   | 3,30  |  |  |  |  |  |
| Votanti                                                                        | Votanti                   | Votanti                       | 147 924 | 93,35 |  |  |  |  |  |
| Elettori                                                                       | Elettori                  | Elettori                      | 158 461 |       |  |  |  |  |  |
|                                                                                |                           |                               |         |       |  |  |  |  |  |
| Nota: quorum del 65% non raggiunto; ripartizione dei seggi a livello regionale |                           |                               |         |       |  |  |  |  |  |
| Data: 18 aprile 1948                                                           |                           |                               |         |       |  |  |  |  |  |
| Fonte: Ministero dell'interno                                                  |                           |                               |         |       |  |  |  |  |  |

### II legislatura
|                                                                                | Raffaele Ottani     | Democrazia Cristiana                    | 54 476  | 33,50 |  |  |  |  |  |
|                                                                                | Felice Mazzolani    | Partito Comunista Italiano              | 53 956  | 33,18 |  |  |  |  |  |
|                                                                                | Paolo Bentivoglio   | Partito Socialista Italiano             | 16 062  | 9,88  |  |  |  |  |  |
|                                                                                | Mario Longhena      | Partito Socialista Democratico Italiano | 15 715  | 9,66  |  |  |  |  |  |
|                                                                                | Giovanni Marchesini | Movimento Sociale Italiano              | 7 023   | 4,32  |  |  |  |  |  |
|                                                                                | Francesco Zanardi   | Unità Popolare                          | 6 409   | 3,94  |  |  |  |  |  |
|                                                                                | Filippo Sibirani    | Partito Liberale Italiano               | 5 572   | 3,43  |  |  |  |  |  |
|                                                                                | Giovanni Majoli     | Partito Nazionale Monarchico            | 2 273   | 1,40  |  |  |  |  |  |
|                                                                                | Luigi Arnaud        | Alleanza Democratica Nazionale          | 1 144   | 0,70  |  |  |  |  |  |
| Totale                                                                         | Totale              | Totale                                  | 162 630 | 100   |  |  |  |  |  |
|                                                                                |                     |                                         |         |       |  |  |  |  |  |
| Voti non validi                                                                | Voti non validi     | Voti non validi                         | 4 117   | 2,47  |  |  |  |  |  |
| Votanti                                                                        | Votanti             | Votanti                                 | 166 747 | 95,22 |  |  |  |  |  |
| Elettori                                                                       | Elettori            | Elettori                                | 175 123 |       |  |  |  |  |  |
|                                                                                |                     |                                         |         |       |  |  |  |  |  |
| Nota: quorum del 65% non raggiunto; ripartizione dei seggi a livello regionale |                     |                                         |         |       |  |  |  |  |  |
| Data: 7 giugno 1953                                                            |                     |                                         |         |       |  |  |  |  |  |
| Fonte: Ministero dell'interno                                                  |                     |                                         |         |       |  |  |  |  |  |

### III legislatura
|                                                                                | Leonildo Tarozzi     | Partito Comunista Italiano              | 68 846  | 35,37 |  |  |  |  |  |
|                                                                                | Raffaele Ottani      | Democrazia Cristiana                    | 57 977  | 29,79 |  |  |  |  |  |
|                                                                                | Nino Samaja          | Partito Socialista Italiano             | 25 288  | 12,99 |  |  |  |  |  |
|                                                                                | Aldo Cucchi          | Partito Socialista Democratico Italiano | 18 562  | 9,54  |  |  |  |  |  |
|                                                                                | Emilio Sassoli Tomba | Partito Liberale Italiano               | 10 715  | 5,51  |  |  |  |  |  |
|                                                                                | Emilio Battisti      | PNM - MSI                               | 8 614   | 4,43  |  |  |  |  |  |
|                                                                                | Pietro Valenza       | Partito Repubblicano Italiano-Radicale  | 3 186   | 1,64  |  |  |  |  |  |
|                                                                                | Giovanni Majoli      | Partito Monarchico Popolare             | 1 441   | 0,74  |  |  |  |  |  |
| Totale                                                                         | Totale               | Totale                                  | 194 629 | 100   |  |  |  |  |  |
|                                                                                |                      |                                         |         |       |  |  |  |  |  |
| Voti non validi                                                                | Voti non validi      | Voti non validi                         | 5 524   | 2,76  |  |  |  |  |  |
| Votanti                                                                        | Votanti              | Votanti                                 | 200 153 | 97,13 |  |  |  |  |  |
| Elettori                                                                       | Elettori             | Elettori                                | 206 064 |       |  |  |  |  |  |
|                                                                                |                      |                                         |         |       |  |  |  |  |  |
| Nota: quorum del 65% non raggiunto; ripartizione dei seggi a livello regionale |                      |                                         |         |       |  |  |  |  |  |
| Data: 25 maggio 1958                                                           |                      |                                         |         |       |  |  |  |  |  |
| Fonte: Ministero dell'interno                                                  |                      |                                         |         |       |  |  |  |  |  |

### IV legislatura
|                                                                                | Luigi Orlandi ✔️ Eletto | Partito Comunista Italiano              | 88 038  | 39,29 |  |  |  |  |  |
|                                                                                | F. Felicori             | Democrazia Cristiana                    | 49 669  | 22,17 |  |  |  |  |  |
|                                                                                | Enzo Veronesi ✔️ Eletto | Partito Liberale Italiano               | 26 663  | 11,90 |  |  |  |  |  |
|                                                                                | D. Ceroni               | Partito Socialista Italiano             | 26 471  | 11,81 |  |  |  |  |  |
|                                                                                | Aldo Cucchi             | Partito Socialista Democratico Italiano | 22 703, | 10,13 |  |  |  |  |  |
|                                                                                | G. Berardi              | Movimento Sociale Italiano              | 10 502  | 4,69  |  |  |  |  |  |
| Totale                                                                         | Totale                  | Totale                                  | 224 046 | 100   |  |  |  |  |  |
|                                                                                |                         |                                         |         |       |  |  |  |  |  |
| Voti non validi                                                                | Voti non validi         | Voti non validi                         | 7 129   | 3,08  |  |  |  |  |  |
| Votanti                                                                        | Votanti                 | Votanti                                 | 231 175 | 97,08 |  |  |  |  |  |
| Elettori                                                                       | Elettori                | Elettori                                | 238 130 |       |  |  |  |  |  |
|                                                                                |                         |                                         |         |       |  |  |  |  |  |
| Nota: quorum del 65% non raggiunto; ripartizione dei seggi a livello regionale |                         |                                         |         |       |  |  |  |  |  |
| Data: 28 aprile 1963                                                           |                         |                                         |         |       |  |  |  |  |  |
| Fonte: Ministero dell'interno                                                  |                         |                                         |         |       |  |  |  |  |  |

### V legislatura
|                                                                                | Paolo Fortunati         | PCI - PSIUP                   | 102 698 | 43,27 |  |  |  |  |  |
|                                                                                | T. Guidotti             | Democrazia Cristiana          | 57 420  | 24,19 |  |  |  |  |  |
|                                                                                | A. Bartolini            | PSI-PSDI Unificati            | 40 736  | 17,16 |  |  |  |  |  |
|                                                                                | Enzo Veronesi ✔️ Eletto | Partito Liberale Italiano     | 24 052  | 10,13 |  |  |  |  |  |
|                                                                                | E. Martinuzzi           | MSI - PDIUM                   | 8 758   | 3,69  |  |  |  |  |  |
|                                                                                | G. Bonfiglioli          | Partito Repubblicano Italiano | 3 697   | 1,56  |  |  |  |  |  |
| Totale                                                                         | Totale                  | Totale                        | 237 361 | 100   |  |  |  |  |  |
|                                                                                |                         |                               |         |       |  |  |  |  |  |
| Voti non validi                                                                | Voti non validi         | Voti non validi               | 9 220   | 3,74  |  |  |  |  |  |
| Votanti                                                                        | Votanti                 | Votanti                       | 246 581 | 97,83 |  |  |  |  |  |
| Elettori                                                                       | Elettori                | Elettori                      | 252 056 |       |  |  |  |  |  |
|                                                                                |                         |                               |         |       |  |  |  |  |  |
| Nota: quorum del 65% non raggiunto; ripartizione dei seggi a livello regionale |                         |                               |         |       |  |  |  |  |  |
| Data: 19 maggio 1968                                                           |                         |                               |         |       |  |  |  |  |  |
| Fonte: Ministero dell'interno                                                  |                         |                               |         |       |  |  |  |  |  |

### VI legislatura
|                                                                                | D. Bonazzi ✔️ Eletto | PCI - PSIUP                                   | 107 017 | 42,74 |  |  |  |  |  |
|                                                                                | G. Marchiani         | Democrazia Cristiana                          | 61 851  | 24,70 |  |  |  |  |  |
|                                                                                | G. Rimondini         | Partito Socialista Italiano                   | 19 617  | 7,83  |  |  |  |  |  |
|                                                                                | Enzo Veronesi        | Partito Liberale Italiano                     | 19 081  | 7,62  |  |  |  |  |  |
|                                                                                | A. Tansini           | Partito Socialista Democratico Italiano       | 18 685  | 7,46  |  |  |  |  |  |
|                                                                                | Franco Mariani       | Movimento Sociale Italiano - Destra Nazionale | 15 272  | 6,10  |  |  |  |  |  |
|                                                                                | Michele Cifarelli    | Partito Repubblicano Italiano                 | 8 858   | 3,54  |  |  |  |  |  |
| Totale                                                                         | Totale               | Totale                                        | 250 382 | 100   |  |  |  |  |  |
|                                                                                |                      |                                               |         |       |  |  |  |  |  |
| Voti non validi                                                                | Voti non validi      | Voti non validi                               | 6 611   | 2,57  |  |  |  |  |  |
| Votanti                                                                        | Votanti              | Votanti                                       | 256 993 | 98,40 |  |  |  |  |  |
| Elettori                                                                       | Elettori             | Elettori                                      | 261 166 |       |  |  |  |  |  |
|                                                                                |                      |                                               |         |       |  |  |  |  |  |
| Nota: quorum del 65% non raggiunto; ripartizione dei seggi a livello regionale |                      |                                               |         |       |  |  |  |  |  |
| Data: 7 maggio 1972                                                            |                      |                                               |         |       |  |  |  |  |  |
| Fonte: Ministero dell'interno                                                  |                      |                                               |         |       |  |  |  |  |  |

### VII legislatura
|                                                                                | Araldo Tolomelli ✔️ Eletto | Partito Comunista Italiano                    | 115 524 | 45,77 |  |  |  |  |  |
|                                                                                | Raoul Grassilli            | Democrazia Cristiana                          | 72 732  | 28,81 |  |  |  |  |  |
|                                                                                | Eraldo Giuseppe Caselli    | Partito Socialista Italiano                   | 20 765  | 8,23  |  |  |  |  |  |
|                                                                                | Michele Cifarelli          | Partito Repubblicano Italiano                 | 12 194  | 4,83  |  |  |  |  |  |
|                                                                                | Franco Mariani             | Movimento Sociale Italiano - Destra Nazionale | 11 703  | 4,64  |  |  |  |  |  |
|                                                                                | Raffaele Trivellini        | Partito Socialista Democratico Italiano       | 11 005  | 4,36  |  |  |  |  |  |
|                                                                                | Ademario Del Gaudio        | Partito Liberale Italiano                     | 4 541   | 1,80  |  |  |  |  |  |
|                                                                                | Maria Adele Crocioni       | Partito Radicale                              | 3 543   | 1,40  |  |  |  |  |  |
|                                                                                | Romeo Piacenti             | Partito Democratico                           | 409     | 0,16  |  |  |  |  |  |
| Totale                                                                         | Totale                     | Totale                                        | 252 417 | 100   |  |  |  |  |  |
|                                                                                |                            |                                               |         |       |  |  |  |  |  |
| Voti non validi                                                                | Voti non validi            | Voti non validi                               | 5 288   | 2,05  |  |  |  |  |  |
| Votanti                                                                        | Votanti                    | Votanti                                       | 257 705 | 98,52 |  |  |  |  |  |
| Elettori                                                                       | Elettori                   | Elettori                                      | 261 569 |       |  |  |  |  |  |
|                                                                                |                            |                                               |         |       |  |  |  |  |  |
| Nota: quorum del 65% non raggiunto; ripartizione dei seggi a livello regionale |                            |                                               |         |       |  |  |  |  |  |
| Data: 20 giugno 1976                                                           |                            |                                               |         |       |  |  |  |  |  |
| Fonte: Ministero dell'interno                                                  |                            |                                               |         |       |  |  |  |  |  |

### VIII legislatura
|                                                                                | Arrigo Morandi ✔️ Eletto | Partito Comunista Italiano                    | 110 773 | 45,24 |  |  |  |  |  |
|                                                                                | G. Coliva                | Democrazia Cristiana                          | 64 521  | 26,35 |  |  |  |  |  |
|                                                                                | R. Mattioli              | Partito Socialista Italiano                   | 20 034  | 8,18  |  |  |  |  |  |
|                                                                                | G. Bonfiglioli           | Partito Repubblicano Italiano                 | 12 275  | 5,01  |  |  |  |  |  |
|                                                                                | A. Martoni               | Partito Socialista Democratico Italiano       | 11 091  | 4,53  |  |  |  |  |  |
|                                                                                | G. Bordoni               | Movimento Sociale Italiano - Destra Nazionale | 9 278   | 3,79  |  |  |  |  |  |
|                                                                                | M. Teodori               | Partito Radicale - Nuova Sinistra Unita       | 8 099   | 3,31  |  |  |  |  |  |
|                                                                                | G. Artelli               | Partito Liberale Italiano                     | 7 634   | 3,12  |  |  |  |  |  |
|                                                                                | G. Quadri in Cardano     | Costituente di Destra - Democrazia Nazionale  | 720     | 0,29  |  |  |  |  |  |
|                                                                                | R. Piacenti              | Partito Democratico                           | 414     | 0,17  |  |  |  |  |  |
| Totale                                                                         | Totale                   | Totale                                        | 244 839 | 100   |  |  |  |  |  |
|                                                                                |                          |                                               |         |       |  |  |  |  |  |
| Voti non validi                                                                | Voti non validi          | Voti non validi                               | 6 976   | 2,77  |  |  |  |  |  |
| Votanti                                                                        | Votanti                  | Votanti                                       | 251 815 | 97,24 |  |  |  |  |  |
| Elettori                                                                       | Elettori                 | Elettori                                      | 258 954 |       |  |  |  |  |  |
|                                                                                |                          |                                               |         |       |  |  |  |  |  |
| Nota: quorum del 65% non raggiunto; ripartizione dei seggi a livello regionale |                          |                                               |         |       |  |  |  |  |  |
| Data: 3 giugno 1979                                                            |                          |                                               |         |       |  |  |  |  |  |
| Fonte: Ministero dell'interno                                                  |                          |                                               |         |       |  |  |  |  |  |

### IX legislatura
|                                                                                | Arrigo Morandi ✔️ Eletto | Partito Comunista Italiano                    | 103 803 | 44,72 |  |  |  |  |  |
|                                                                                | Emilio Rubbi             | Democrazia Cristiana                          | 47 500  | 20,46 |  |  |  |  |  |
|                                                                                | Renato Barilli           | Partito Socialista Italiano                   | 19 289  | 8,31  |  |  |  |  |  |
|                                                                                | Giorgio Bonfiglioli      | Partito Repubblicano Italiano                 | 18 025  | 7,77  |  |  |  |  |  |
|                                                                                | Gianfranco Bordoni       | Movimento Sociale Italiano - Destra Nazionale | 11 400  | 4,91  |  |  |  |  |  |
|                                                                                | Silvano Casini           | Partito Liberale Italiano                     | 10 093  | 4,35  |  |  |  |  |  |
|                                                                                | Anselmo Martoni          | Partito Socialista Democratico Italiano       | 8 082   | 3,48  |  |  |  |  |  |
|                                                                                | Nicola Chirco            | Partito Radicale                              | 5 446   | 2,35  |  |  |  |  |  |
|                                                                                | Bruno Cocco              | Partito Nazionale Pensionati                  | 4 549   | 1,96  |  |  |  |  |  |
|                                                                                | Michelina Vultaggio      | Democrazia Proletaria                         | 2 946   | 1,27  |  |  |  |  |  |
|                                                                                | Alfredo Cosentino        | Unione Pensionati Pensionandi d'Italia        | 779     | 0,34  |  |  |  |  |  |
|                                                                                | Romano Fabbri            | Lista per Trieste                             | 198     | 0,09  |  |  |  |  |  |
| Totale                                                                         | Totale                   | Totale                                        | 232 110 | 100   |  |  |  |  |  |
|                                                                                |                          |                                               |         |       |  |  |  |  |  |
| Voti non validi                                                                | Voti non validi          | Voti non validi                               | 9 439   | 3,91  |  |  |  |  |  |
| Votanti                                                                        | Votanti                  | Votanti                                       | 241 549 | 95,16 |  |  |  |  |  |
| Elettori                                                                       | Elettori                 | Elettori                                      | 253 847 |       |  |  |  |  |  |
|                                                                                |                          |                                               |         |       |  |  |  |  |  |
| Nota: quorum del 65% non raggiunto; ripartizione dei seggi a livello regionale |                          |                                               |         |       |  |  |  |  |  |
| Data: 26 giugno 1983                                                           |                          |                                               |         |       |  |  |  |  |  |
| Fonte: Ministero dell'interno                                                  |                          |                                               |         |       |  |  |  |  |  |

### X legislatura
|                                                                                | G. Celli            | Partito Comunista Italiano                    | 95 881  | 42,12 |  |  |  |  |  |
|                                                                                | Beniamino Andreatta | Democrazia Cristiana                          | 52 952  | 23,26 |  |  |  |  |  |
|                                                                                | N. Chirco           | PSI - PDSI                                    | 31 951  | 14,04 |  |  |  |  |  |
|                                                                                | G. Ravaglia         | Partito Repubblicano Italiano                 | 11 736  | 5,16  |  |  |  |  |  |
|                                                                                | M. Bignami          | Movimento Sociale Italiano - Destra Nazionale | 11 236  | 4,94  |  |  |  |  |  |
|                                                                                | G. Tasselli         | Partito Liberale Italiano                     | 7 237   | 3,18  |  |  |  |  |  |
|                                                                                | M. Scalia           | Lista Verde                                   | 6 706   | 2,95  |  |  |  |  |  |
|                                                                                | T. Del Vecchio      | Democrazia Proletaria                         | 4 760   | 2,09  |  |  |  |  |  |
|                                                                                | A. Risi             | Liga Veneta - Pensionati Uniti                | 1 951   | 0,86  |  |  |  |  |  |
|                                                                                | F. Testi            | Partito Verde Italiano - Verdi d'Europa       | 1 623   | 0,71  |  |  |  |  |  |
|                                                                                | R. Rossi            | Caccia Pesca Ambiente                         | 1 307   | 0,57  |  |  |  |  |  |
|                                                                                | G. Melibe           | Alleanza Popolare Pensionati                  | 273     | 0,12  |  |  |  |  |  |
| Totale                                                                         | Totale              | Totale                                        | 227 613 | 100   |  |  |  |  |  |
|                                                                                |                     |                                               |         |       |  |  |  |  |  |
| Voti non validi                                                                | Voti non validi     | Voti non validi                               | 8 321   | 3,53  |  |  |  |  |  |
| Votanti                                                                        | Votanti             | Votanti                                       | 235 934 | 94,72 |  |  |  |  |  |
| Elettori                                                                       | Elettori            | Elettori                                      | 249 080 |       |  |  |  |  |  |
|                                                                                |                     |                                               |         |       |  |  |  |  |  |
| Nota: quorum del 65% non raggiunto; ripartizione dei seggi a livello regionale |                     |                                               |         |       |  |  |  |  |  |
| Data: 14 giugno 1987                                                           |                     |                                               |         |       |  |  |  |  |  |
| Fonte: Ministero dell'interno                                                  |                     |                                               |         |       |  |  |  |  |  |

### XI legislatura
|                                                                                | Ada Valeria Fabj Ramous ✔️ Eletta | Partito Democratico della Sinistra      | 73 906  | 33,62 |  |  |  |  |  |
|                                                                                | Giancarlo Susini                  | Democrazia Cristiana                    | 37 273  | 16,96 |  |  |  |  |  |
|                                                                                | Ennio Di Francesco                | Partito Socialista Italiano             | 21 793  | 9,91  |  |  |  |  |  |
|                                                                                | Giuseppe Gazzoni Frascara         | Partito Repubblicano Italiano           | 18 532  | 8,43  |  |  |  |  |  |
|                                                                                | Marcello Staglieno                | Lega Lombarda                           | 17 023  | 7,74  |  |  |  |  |  |
|                                                                                | Giorgio Antonucci                 | Partito della Rifondazione Comunista    | 14 057  | 6,40  |  |  |  |  |  |
|                                                                                | Michele Tossani                   | Movimento Sociale Italiano              | 10 284  | 4,68  |  |  |  |  |  |
|                                                                                | Giuseppe Ramina                   | Federazione dei Verdi                   | 8 504   | 3,87  |  |  |  |  |  |
|                                                                                | Giovanni Tasselli                 | Partito Liberale Italiano               | 7 863   | 3,58  |  |  |  |  |  |
|                                                                                | Matteucci Armandi Avogli          | Sì Referendum                           | 4 525   | 2,06  |  |  |  |  |  |
|                                                                                | Raffaele Trivellini               | Partito Socialista Democratico Italiano | 2 638   | 1,20  |  |  |  |  |  |
|                                                                                | Pietro Spinelli                   | Partito Pensionati                      | 2 463   | 1,12  |  |  |  |  |  |
|                                                                                | Angelo Bevilacqua                 | Caccia Pesca Ambiente                   | 435     | 0,20  |  |  |  |  |  |
|                                                                                | Romeo Piacenti                    | Movimento Europeo Automobilisti         | 360     | 0,16  |  |  |  |  |  |
|                                                                                | Francesco Sansoni                 | Federalismo - Pensionati Uomini Vivi    | 149     | 0,07  |  |  |  |  |  |
| Totale                                                                         | Totale                            | Totale                                  | 219 805 | 100   |  |  |  |  |  |
|                                                                                |                                   |                                         |         |       |  |  |  |  |  |
| Voti non validi                                                                | Voti non validi                   | Voti non validi                         | 8 289   | 3,63  |  |  |  |  |  |
| Votanti                                                                        | Votanti                           | Votanti                                 | 228 094 | 94,03 |  |  |  |  |  |
| Elettori                                                                       | Elettori                          | Elettori                                | 242 567 |       |  |  |  |  |  |
|                                                                                |                                   |                                         |         |       |  |  |  |  |  |
| Nota: quorum del 65% non raggiunto; ripartizione dei seggi a livello regionale |                                   |                                         |         |       |  |  |  |  |  |
| Data: 5 aprile 1992                                                            |                                   |                                         |         |       |  |  |  |  |  |
| Fonte: Ministero dell'interno                                                  |                                   |                                         |         |       |  |  |  |  |  |